# Семантика
Семантиката (на старогръцки: σημαντικός [semantikós] – значим, σημαίνω [semaino] – да означавам, посочвам, σήμα [sema] – знак) изучава значението, обикновено в езика. В този смисъл под семантика обикновено се разбира лингивистична семантика (за разлика от компютърната семантика например), тоест науката, изучаваща значението на думите, фразите и други лингвистични обекти. В същото време най-често под семантика в езикознанието се подразбира лексикалната семантика, която изучава значението на думите като лексикални и речникови единици. Съществуват още фразеологична семантика, семантика на изречението (виж декларативна семантика), семантика на текста (близка до дискурсивния анализ).
Обичайното схващане е, че семантиката контрастира със синтаксиса, който изучава комбинациите от езикови единици, без да се интересува от тяхното значение, и прагматиката, която изучава отношенията между езиковите символи, тяхното значение и употребите на езика.

## Семантика в информатиката
В информатиката семантиката е смисълът на дадена програма. Когато програмата не връща коректни резултати при подадени коректни входни данни, казваме, че има семантична грешка. За разлика от синтаксиса, машината не може да проверява коректността на семантиката на програмите (виж: Машина на Тюринг). Последното е изцяло грижа на хората.

## Анотирана библиография
Лингвистична семантика
- Иван Касабов, Граматика на семантиката, изд. УИ „Св. Климент Охридски“, 2007 – изследване в теория на семантиката и конкретно обвързаност граматичен-семантичен строеж (на думите)

Референция и логика
- Сб. Философия на логиката ІІ, изд. Изток-Запад, 2008

Предговор, Рудолф Карнап; Преодоляване на метафизиката чрез логически анализ на езика, За характера на философските проблеми, Задачата на логиката на науката, У. В. Куайн; За това, което го има, Две догми на емпиризма, Референция и модалност, Питър Стросън, За реферирането, Питър Стросън, Пол Грайс; В защита на една догма, Джон Р. Сърл; Собствени имена, Кийт Донегън; Референция и определени описания, Доналд Дейвидсън; Истина и значение, Върху самата идея за концептуална схема, Сол Крипке; Идентичност и необходимост, Хилъри Пътнъм; Значение и референция
Формална семантика на програмните езици
- Александра Соскова, Стела Николова, Семантика на езиците за програмиране, Софтех, 2008

## Учени с основен принос в семантиката
- Готлоб Фреге
- Бъртранд Ръсел
- Алфред Тарски
- Рудолф Карнап
- П. Ф. Стросън
- Пол Грайс
- Дж. Л. Остин
- Чарълз Е. Осгууд
- Сол Крипке
- Джон Пери
- Ноам Чомски
- Барбара Партии
- Дейвид Каплан
- Юрген Хабермас
- Рей Джакендоф
- Ричард Монтегю
- Чарлс Сандърс Пърс
- Бенджамин Уорф
- С. И. Хаякава
- Алфред Коржибски
- Лудвиг Витгенщайн
- Джордж Лакоф
- У. В. О. Куайн
- Доналд Дейвидсън
- Майкъл Дъмет